# Vincent Siew
Vincent Siew, chiń. upr. 萧万长; chiń. trad. 蕭萬長; pinyin Xiāo Wàncháng; Wade-Giles Hsiao Wan-ch’ang (ur. 3 czerwca 1939) – polityk tajwański.
Pochodzi z Jiayi na Tajwanie, w 1965 roku ukończył studia na Narodowym Uniwersytecie Chengchi. W latach 1990–1993 pełnił funkcję ministra gospodarki, następnie w latach 1993-1994 był przewodniczącym Komisji Planowania i Rozwoju. Członek Yuanu Ustawodawczego w latach 1996-1997. W latach 1997–2000 pełnił urząd premiera. W 2000 roku był kandydatem Kuomintangu na wiceprezydenta u boku ubiegającego się o prezydenturę Lien Chana. Tandem Lien-Siew poniósł jednak porażkę.
W roku 2008 kandydował ponownie, tym razem z powodzeniem, na urząd wiceprezydenta u boku Ma Ying-jeou. Zwolennik normalizacji stosunków pomiędzy dwoma państwami chińskimi i nawiązania stosunków handlowych między obydwoma brzegami Cieśniny Tajwańskiej. Jeszcze jako wiceprezydent elekt udał się na początku kwietnia 2008 roku, na miesiąc przed zaprzysiężeniem, z bezprecedensową wizytą na forum gospodarcze do Chińskiej Republiki Ludowej, w trakcie której spotkał się z przewodniczącym ChRL Hu Jintao.
W przeprowadzonych w styczniu 2012 wyborach prezydenckich nie ubiegał się o reelekcję, argumentując swoją decyzję chęcią ustąpienia miejsca politykom młodszego pokolenia. 20 maja 2012 roku na stanowisku wiceprezydenta zastąpił go Wu Den-yih.